# 4-(1,1-Dimethylpropyl)phenol
4-(1,1-Dimethylpropyl)phenol ist eine chemische Verbindung aus der Gruppe der Alkylphenole.

## Gewinnung und Darstellung
4-(1,1-Dimethylpropyl)phenol kann durch Kondensation von tert-Pentanol oder 2-Methyl-3-butanol mit Phenol in Gegenwart von Aluminiumchlorid oder durch Alkylierung von Phenol mit Isoamylen (Mischung aus 2-Methyl-1-buten und 2-Methyl-2-buten) unter saurer Katalyse hergestellt werden.

## Eigenschaften
4-(1,1-Dimethylpropyl)phenol ist ein brennbarer, schwer entzündbarer, weißer Feststoff mit aromatischem Geruch, der praktisch unlöslich in Wasser ist.

## Verwendung
Ähnlich wie 4-tert-Butylphenol wird 4-(1,1-Dimethylpropyl)phenol als Monomer für die Herstellung von Phenolharzen verwendet.

## Sicherheitshinweise
Für 4-tert-Pentylphenol wurde zusammen mit dem strukturell sehr ähnlichen 4-tert-Butylphenol in der Stoffbewertung der Verdacht einer endokrinen Wirkung für die Umwelt geklärt. Die ausgewerteten Daten belegen, dass der Stoff ein endokriner Disruptor für die Umwelt ist.